# Szarru-hattu-ipel
Szarru-hattu-ipel lub Szar-patti-beli (odczyt imienia niepewny) – wysoki dostojnik, gubernator prowincji Nasibina za rządów asyryjskiego króla Szamszi-Adada V (823-811 p.n.e.). Według asyryjskich list i kronik eponimów dwukrotnie, w 831 i 815 r. p.n.e., pełnił urząd limmu (eponima). W centrum ceremonialnym w mieście Aszur odkryto stelę z jego imieniem pośród stel poświęconych asyryjskim władcom i najważniejszym dostojnikom państwowym. W inskrypcji na steli nosi on tytuł „gubernatora Aszur, Nasibiny, Urakki, Kahat i Masaku”.